# Drosophila albirostris
Drosophila albirostris är en tvåvingeart som beskrevs av Alfred Sturtevant 1921. Drosophila albirostris ingår i släktet Drosophila och familjen daggflugor.
Artens utbredningsområde är Panama.